# Love Stinks (film)
Love Stinks è un film del 1999 diretto da Jeff Franklin.